# FK Tsjertanovo Moskou
FK Tsjertanovo Moskou (Russisch: Чертаново Москва) is een voetbalclub uit de hoofdstad Moskou.

## Geschiedenis
De club werd opgericht in 1993 als SUO Moskou en begon in de derde klasse te spelen. De club werd voorlaatste en degradeerde. Na dit seizoen nam de club de huidige naam aan. De volgende jaren eindigde de club steevast in de lagere middenmoot van de vierde klasse en in 1997 eindigden ze laatste met slechts zeven punten uit veertig wedstrijden. De club zakte naar het amateurvoetbal. De club bleef het slecht doen en in 2003 volgde opnieuw een degradatie. In 2004 werd de club derde en eindigden ze voor het eerst in hun bestaan in de linkerkolom van de rangschikking en promoveerde zo ook.
In 2014 slaagde de club er eindelijk in om terug te keren naar de tweede divisie. Na twee slechte seizoenen eindigde de club in 2017 zesde en in 2018 werden ze zelfs kampioen waardoor ze voor het eerst in hun bestaan naar de eerste divisie promoveren. In hun eerste seizoen eindigde de club meteen vijfde.